# Lizu
Le lizu (en chinois 里汝语 lǐrúyǔ or 栗苏语 lìsūyǔ) est une langue tibéto-birmane parlée dans le centre-sud de la province du Sichuan en Chine.

## Localisation géographique
Le lisu est parlé dans le xian de Jiulong, rattahé à la préfecture autonome tibétaine de Garzê, ainsi que dans le xian autonome tibétain de Muli et dans le xian de Mianning, tous deux rattachés à la préfecture autonome yi de Liangshan.

## Classification
Le lizu, tout comme le tosu a longtemps été présenté comme un dialecte de l’ersu, une des langues na-qianguiques, un groupe rattaché aux langues tibéto-birmanes. Selon Chirkova, l'ersu, le lizu et le tosu ne sont pas mutuellement intercompréhensibles et sont trois langues qui constituent les langues ersuiques.